# Parakarungu
Parakarungu – wieś w Botswanie w dystrykcie North West. Według spisu ludności z 2011 roku wieś liczyła 845 mieszkańców.